# Acide érucique
L'acide érucique ou acide 13-docosénoïque est un acide gras monoinsaturé que l'on trouve dans le colza, des plantes du genre Erysimum, et les graines de moutarde, dont elle constitue de 40 à 50 % des acides gras de l'huile.
L'acide érucique a pour structure CH3(CH2)7CH=CH(CH2)11COOH. Son isomère trans, l'acide trans-13-docosénoïque est également appelé acide brassidique.
Le canola contient de 0,5 à 1 % d'acide érucique, ou moins. Le colza « 00 » cultivé en Europe contient également une faible proportion d'acide érucique. Cela est lié à des études menées dans les années 1960 qui avaient conclu à une toxicité de l'acide érucique chez l'animal, d'où un effort subséquent de sélection de variétés pauvres en acide érucique pour l'alimentation humaine. Les variétés de colza riches en acide érucique continuent à être cultivées, mais à usage technique seulement.
L'acide érucique est utilisé pour produire des émollients, des tensioactifs, et d'autres produits chimiques. On a démontré diverses implications de l'acide érucique en matière de santé (voir à ce sujet, l'article sur les oméga-3). Il entre dans la composition de l'huile de Lorenzo.

## Réglementation
Dans l'Union européenne, la teneur en acide érucique des huiles et graisses destinées à la consommation humaine ne peut dépasser 20 g/kg, sauf dans le cas de l'huile de cameline, de l'huile de bourrache ou d'une huile de moutarde pour lesquelles la teneur maximale est de 50 g/kg. De même, une teneur maximale autorisée de 35 g/kg a été définie pour la moutarde (condiment). Cette réglementation est en vigueur depuis le 19 novembre 2019 (Rectificatif au règlement (UE) 2019/1870 de la Commission du 7 novembre 2019 modifiant et corrigeant le règlement (CE) no 1881/2006).